# قرقفان (القفر)

تعديل مصدري - تعديل

قرقفان هي إحدى قرى عزلة بني ساوي بمديرية القفر التابعة لمحافظة إب، بلغ تعداد سكانها 627 نسمة حسب تعداد اليمن لعام 2004.